# Jean Goujon
Jean Goujon (Normandia, 1510 circa – Bologna, 1568 circa) è stato uno scultore e architetto francese.

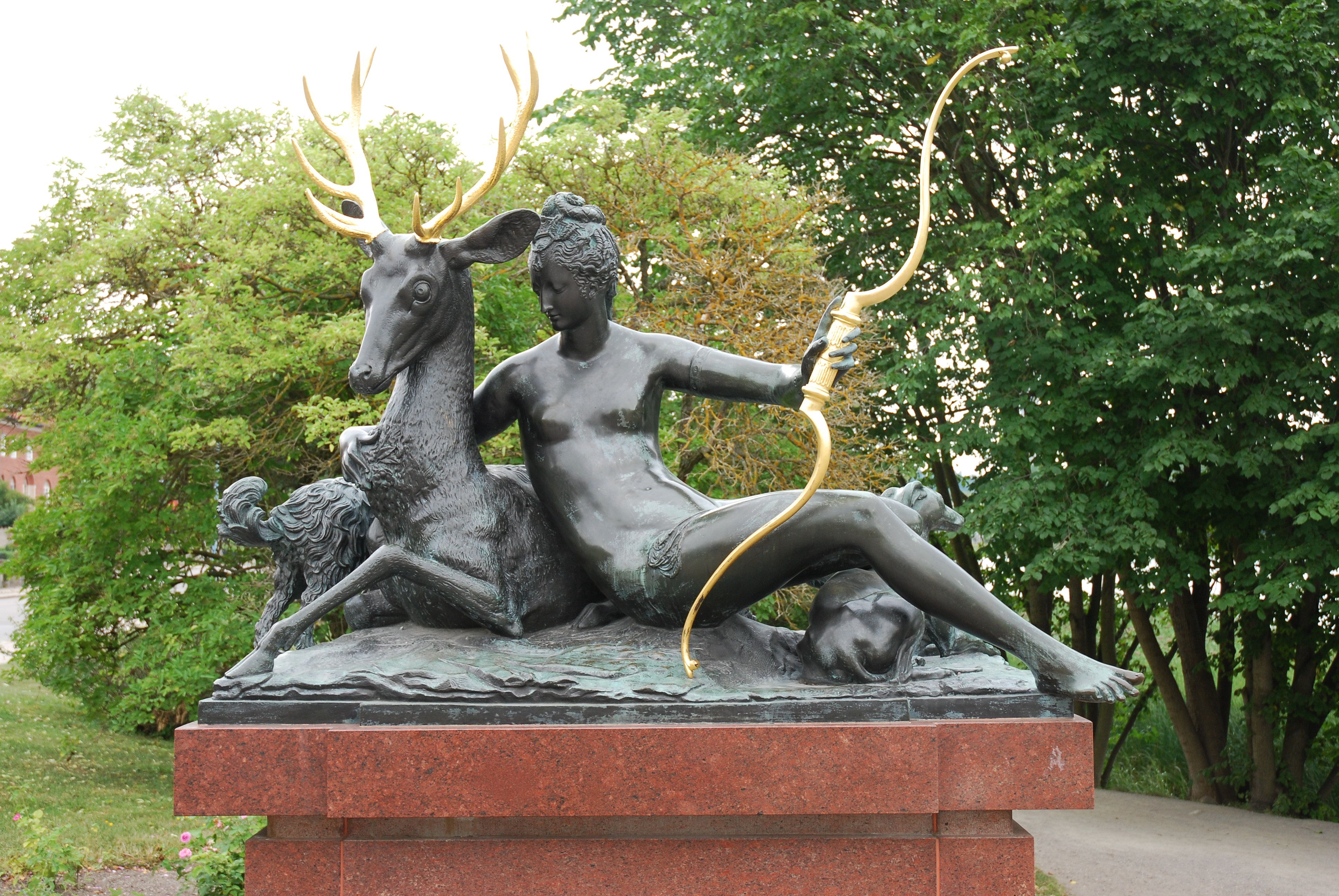
Diana appoggiata su un cervo, da un modello di Jean Goujon, Stoccolma

Il maggior scultore ed uno degli artisti maggiormente rappresentativi del Rinascimento francese.

## Biografia
La sua vita è poco conosciuta, soprattutto per quanto riguarda il periodo della formazione. Probabilmente viaggiò da giovane in Italia.
Le sue prime opere sono documentate dal 1540, quando realizzò dei bassorilievi nello château d'Écouen, le porte della chiesa di Saint-Maclou e la tomba di Louis de Brézé a Rouen. Verso il 1544, a Parigi, collabora con l'architetto Pierre Lescot alla Chiesa di Saint-Germain l'Auxerrois di cui realizza alcuni bassorilievi.
Nel 1547 diventò « scultore del re» Enrico II e per la corte esegue le sue opere più conosciute come le decorazioni scultoree eseguite intorno al 1550, sempre collaborando con l'architetto Pierre Lescot, per l'ampliamento del Palazzo del Louvre, conferendo un'impronta decisamente manierista al palazzo.
Particolare rilievo assume l'opera di Goujon nella Cour Carrée con i grandi bassorilevi dell'attico.
Nel 1562, essendo di religione riformata si rifugiò a Bologna.
Si ignora la data della morte; forse rimase ucciso durante il massacro di San Bartolomeo.
Le sculture di Goujon sono caratterizzate da figure sensuali e fluide e rivelano la conoscenza della statuaria antica e l'influenza degli artisti manieristi italiani presenti a Fontainebleau. 
La sua opera, diffusa anche mediante stampe della scuola di Fontainebleau, influenzò la scultura e le arti decorative in Francia fino al XVIII secolo.
Goujon è anche l'autore delle incisioni che illustrano la prima edizione in francese del De architectura di Vitruvio tradotta da Jean Martin (1547).